# Augsburški mir
Augsburški mir je sporazum koji su potpisali Karlo V. i snage protestantskog Schmalkaldskog saveza 25. rujna 1555. u gradu Augsburgu. Tim sporazumom okončano je nasilje između luterana i katolika u Njemačkoj. Ovim mirom izjednačena su prava katolika i luterana.

## Luteranstva se izjednačuje s katoličanstvom
Time je luteranstva postala službena vjera u Svetom rimskom carstvu. Prema principu, lat. cuius regio eius religio koji znači: "čija je zemlja, onoga je i vjera" ili "kneževa zemlja, kneževa vjera", određuje se vjera u pojedinim područjima, što zapravo znači da vjera regionalnog vladara određuje vjeru podanika.
- Njemački kneževi (njih 255) mogu slobodno odabrati koja od dvije vjere (luteranstva ili katoličanstvo) će biti službena vjera njihovog područja
- luterani mogu zadržati teritorije koje su oduzeli katolicima nakon mira iz 1552.
- katolički biskupi, koji promjene vjeru, moraju predati svoju biskupiju

Tijekom određenog prijelaznog razdoblja obitelji imaju vremena preseliti se u područje, gdje je dopuštena njihova vjera. Kao vjere spominju se samo katoličanstvo i luteranstva.

## Neriješena pitanja
Augsburški mir je bio umjereno uspješan u rješavanju problema nastalih u carstvu. Povećana je vjerska snošljivost tolerancija, a carstvo je oslobođeno napetosti. Ostalo je još mnoštvo neriješenih pitanja. Anabaptisti i kalvinisti nisu bili zaštićeni tim sporazumom, tako da su različite protestantske skupine živjele u luteranskim područjima i bile su u opasnosti da ih luteranski regionalni vladar optuži za herezu. Tolerancija nije službeno postojala za kalviniste sve do Westfalskog mira 1648.
Netolerancija prema husitima dovodi do Tridesetogodišnjeg rata. Religiozna podjela stvorila je u Njemačkoj političku podjelu, koja je trajala do 19. stoljeća.